# Батирево (Половинський округ)
Бати́рево (рос. Батырево) — село у складі Половинського округу Курганської області, Росія.
Населення — 48 осіб (2010, 137 у 2002).
Національний склад станом на 2002 рік:
- росіяни — 87 %